# ダイ・ハード/ラスト・デイ
『ダイ・ハード/ラスト・デイ』（北米題：A Good Day to Die Hard）は、ジョン・ムーア監督、ブルース・ウィリス主演による2013年のアメリカ映画。
初作から25年目、前作から6年ぶりに制作された、シリーズ5作目である。原題は、インディアンの言葉である「死ぬにはいい日だ（="It's a good day to die."）」をもじったもの。2013年2月7日には香港・シンガポール、そして2013年2月14日には全米・日本などで公開された。
なお、日本ではPG12指定を受けている。

## 概要
モスクワで殺人を犯し逮捕された息子のジャックに会いに行ったマクレーン刑事が、ロシアの政治家の陰謀に巻き込まれ、父子で活躍する、というストーリーである。ジョン・マクレーンの息子、ジャックが登場する。わずかではあるが前作に引き続いて娘のルーシーも登場する。親子の絆を前面に打ち出した作品となっている。
前作で娘のルーシー役で出演したメアリー・エリザベス・ウィンステッドは、当初は「自分は出演しないと思う」と語っていたものの、のちに出演する事が発表された。また、当初はコール・ハウザー演じるコリンズが悪役であるという報道もされていたが、実際はジャックの相棒役である。
キャッチコピーは、「運の悪さは、遺伝する。」。
なお、マクレーンがアメリカ国外での活躍を見せるのはシリーズ初である。

## ストーリー
ニューヨーク市警察のジョン・マクレーンは、音信不通だった息子ジャックが、モスクワで殺人事件を起こして身柄を拘束されたことを知る。マクレーンは娘ルーシーに見送られ、モスクワへと渡る。
ジャックが出廷する裁判所にやってきたマクレーンだったが、裁判所は突如爆破され、混乱の中、逃げ出してきたジャックと再会する。だが、ジャックはマクレーンを突き離し、裁判の証人として出廷していた政治犯コマロフを連れて車で逃走する。実はジャックは『CIAのスパイ』であり、コマロフを救出、そして護衛する任務を負っていたのだった。
コマロフはロシアの大物政治家チャガーリンの犯罪の証拠を握っており、チャガーリンの謀略によって政治犯として捕らえられていた。ジャックから、チャガーリンの犯罪の証拠となるファイルと引き換えにアメリカへの逃亡を持ちかけられたコマロフは、娘イリーナも同行させるよう求める。コマロフを連れ、イリーナと待ち合わせしたホテルに赴いたジャックとマクレーンだったが、イリーナはコマロフを裏切り、チャガーリンの部下アリクとともにコマロフを拉致し、ヘリコプターで逃げ去った。
ジャックとマクレーンは、コマロフの持つファイルが保管されているチェルノブイリへと向かう。チャガーリンの過去の犯罪とは、核燃料である濃縮ウランの横流しであり、チェルノブイリ原子力発電所事故はそれが原因で起こったのだという。チェルノブイリで金庫を開いたコマロフだったが、そこにあったのはファイルではなく、大量の濃縮ウランだった。コマロフ父娘の目的は、この濃縮ウランを転売して大金を得ることであり、一連の出来事は全てコマロフの筋書きだったのである。
用済みとなったアリクを射殺しチャガーリンも送り込んだ暗殺者によって始末したコマロフは、イリーナとともに逃亡を企てるが、駆けつけたジャックとマクレーンによって阻止される。そしてコマロフはジャックに屋上から突き飛ばされ、下にあったイリーナの操縦するヘリコプターのテールローターに巻き込まれ、イリーナはヘリコプターもろとも墜落し、ともに死亡する。無事にアメリカに帰国したマクレーンとジャックは、ルーシーに暖かく迎えられた。

## キャスト
ジョン・マクレーン刑事
演 - ブルース・ウィリス
本作の主人公で、ニューヨーク市警察勤務のベテラン刑事。休暇を使って息子のジャックに会うためにロシアを訪れるが、「ついてない男」を国外でも発揮することになる。
ジャック・マクレーン
演 - ジェイ・コートニー
マクレーンの息子で、ルーシーの2歳年下の弟（第二子）。CIAに所属した後はコマロフを保護するために3年前から現地に潜入しており、その間は作戦遂行のために音信不通として連絡を絶ち続ける。その後、コマロフを救出するための作戦としてモスクワで殺人事件を起こし、逮捕されて「コマロフに指示された」と証言するが、後にそのコマロフの策略に嵌められていたことを知り、偶然再会した父であるマクレーンと共に事件解決に向かう。父親と違い、ふざけた性格ではないが、父と同じ荒唐無稽な一面は持っており、人がたくさんいる市街地でカーチェイスを繰り広げるなどをした。
ルーシー・マクレーン
演 - メアリー・エリザベス・ウィンステッド
マクレーンの娘で、ジャックより2歳年上の姉。長らく父とは断絶状態だったが、前作の和解以降は良好な関係を保っており、今作ではアメリカを発つ彼を見送る。
ユーリ・コマロフ
演 - セバスチャン・コッホ
ロシアの元大物政治家で大富豪。かつてチャガーリンと組んでチェルノブイリで濃縮ウランの横流しをしていたが、チャガーリンの裏切りにより逮捕されて刑務所に収監される。その後、チェルノブイリに保管してある濃縮ウランを再び手に入れる為に架空のファイルの存在をチラつかせ、CIAとチャガーリンを利用して刑務所から逃げ出す。その後は計画通りに濃縮ウランを手に入れると娘のイリーナと共に本性を現し、アリクとチャガーリンを始末して逃亡を企てるが、ジャックとの格闘の末に屋上から突き落とされ、運悪く、下にあったイリーナの操縦するヘリコプターのテールローターに巻き込まれて死亡する（かなりの高さがあったので、どのみち墜落死は免れなかった）。
イリーナ
演 - ユーリヤ・スニギル
コマロフの娘。父と共謀して濃縮ウランを手に入れる事を目論んでおり、その計画の一環として表向きは金のために父を裏切ってチャガーリンに協力した上でアリクと共に父を拉致するという演技を行うが、後に本性を現す。その後は駆けつけたマクレーン親子によって計画を阻止され、更には父も死亡したことで激昂してマクレーン親子を道連れにしようとヘリコプターごとビルに突っ込むも失敗し、そのまま爆死した。
アリク
演 - ラシャ・ブコヴィッチ
チャガーリンの手下。常に野菜スティックをかじっている。ダンサーを目指していたようで、マクレーン親子の前でタップダンスを披露する場面もある。チャガーリン共々コマロフの策略に嵌まってしまい、目的地に着いた直後にコマロフによって射殺される。
マイク・コリンズ
演 - コール・ハウザー
ジャックの相棒。ジャックと共にコマロフ救出の任に当っていたが、ジャックがコマロフを保護して隠れ家に戻った後はアリク達の襲撃に遭って射殺された。
マーフィー
演 - アマウリー・ノラスコ
マクレーンの同僚刑事。休暇を取ろうとするマクレーンを気遣う。
ヴィクター・チャガーリン
演 - セルゲイ・コルスニコフ
次期国防相候補の呼び声高いロシアの大物政治家。かつてコマロフと組んでチェルノブイリで濃縮ウランの横流しをしており、その際にコマロフを裏切った。その後、濃縮ウランの入手を目論むコマロフの策略に嵌まって利用されてしまい、その事をコマロフによって知らされた直後に、彼が送り込んだ暗殺者によって絞め殺された。

## 日本語吹替
| 役名                 | 俳優                                 | 日本語吹替        | 日本語吹替        |
| 役名                 | 俳優                                 | 劇場公開版        | 吹替の帝王版      |
| -------------------- | ------------------------------------ | ----------------- | ----------------- |
| ジョン・マクレーン   | ブルース・ウィリス                   | 中村秀利          | 樋浦勉            |
| ジャック・マクレーン | ジェイ・コートニー                   | 野沢聡            | 野沢聡            |
| ユーリ・コマロフ     | セバスチャン・コッホ                 | 伊藤和晃          | 伊藤和晃          |
| ルーシー・マクレーン | メアリー・エリザベス・ウィンステッド | 園崎未恵          | 園崎未恵          |
| イリーナ             | ユーリヤ・スニギル                   | 加藤忍            | 加藤忍            |
| アリク               | ラシャ・ブコヴィッチ                 | 関俊彦            | 関俊彦            |
| コリンズ             | コール・ハウザー                     | 宮内敦士          | 宮内敦士          |
| マーフィー           | アマウリー・ノラスコ                 | 落合弘治          | 落合弘治          |
| チャガーリン         | セルゲイ・コルスニコフ               | 金尾哲夫          | 金尾哲夫          |
| タクシー運転手       | パシャ・D・リンチニコフ              | 斎藤志郎          | 斎藤志郎          |
| フォクシー           | オルディス・ホッジ                   | 斉藤次郎          | 斉藤次郎          |
|                      |                                      |                   |                   |
| 演出                 |                                      | 中野洋志          | 中野洋志          |
| 翻訳                 | 戸田奈津子（字幕）                   | 高山美香          | 高山美香          |
| 録音                 |                                      | 菊池悟志 北浦祥子 | 菊池悟志 北浦祥子 |
| 製作                 |                                      | ACクリエイト      | ACクリエイト      |

- 劇場公開版はDVD・BDにも収録され、ビデオ・オン・デマンドなど各種配信にも使用。
- 本作のマクレーンの吹き替えは、テレビ朝日版と前作の劇場公開版で担当していた野沢那智の愛弟子に当たる中村秀利が新たに起用された[8]。
- マクレーンの息子ジャックの吹き替えには、野沢那智の実子である野沢聡が起用されている[8]。
- 吹替の帝王版：2015年12月18日発売「吹替の帝王第11弾ダイ・ハード ラスト・デイ（日本語吹替完全版）」
  - 吹替の帝王版は通常の吹替版からマクレーンの台詞だけを樋浦勉を起用し新規に録音して差し替えたもの。

## 地上波放送履歴
| 回数 | テレビ局   | 番組名         | 放送日       | 放送時間      | 放送分数 | 吹替版     | 平均世帯 視聴率 | 備考     |
| ---- | ---------- | -------------- | ------------ | ------------- | -------- | ---------- | --------------- | -------- |
| 初回 | テレビ朝日 | 日曜洋画劇場   | 2015年2月1日 | 21:00 - 23:10 | 130分    | 劇場公開版 | 12.5%           | [ 注 1 ] |
| 2回  | フジテレビ | 土曜プレミアム | 2017年2月4日 | 21:00 - 23:10 | 130分    | 劇場公開版 | 8.2%            |          |

## 撮影
日米共に2013年の2月14日の公開を予定していた中、撮影に使用する予定だったセットが火災で全焼したことなどから、製作に遅れが発生。公開前月の1月まで撮影が行われていた。そのためアジア圏におけるプロモーションが全てキャンセルとなった。カーチェイスの撮影で使われた車の総額は1100万ドル（約10億円）。使った車は650台。その内132台は廃車処分となり、残り518台も廃車こそ免れたものの相当な修理が必要となった。撮影に使われたメルセデス・ベンツはメルセデス社から撮影用に無償で提供されたものである。
邦題はラスト・デイではあるがシリーズ最終作ではない。脚本家ベン・トレビルクックはすでに6作目の脚本の構想があることを発表している。

## スタントおよび特殊効果

### カーチェイスの撮影
カーチェイスのロケ地を探すにあたり、モスクワは撮影の制約が非常に多く、また市内の渋滞も激しいため早い段階で断念した。モスクワの街並みに似た東欧のいくつかの街を周った結果、ロケ地の誘致に積極的なハンガリーのブダペストが選ばれた。
撮影はブダペスト中心部のバイチ・ジリンスキー通りやその路地裏、ドナウ川沿いなど計12ヶ所で2週間に渡って行われた。120人のスタッフが常駐し道路を封鎖するという大がかりなものだった。これらのスタントシーンで650台の車が損傷し、うち132台が再生不可能な状態となった。また、映画のスポンサーであるメルセデス・ベンツは、ウニモグ、GクラスAMG、Vクラス、スプリンターバン、ゼトロス(Mi-26ヘリから落下するトラック)、マイバッハ57、その他14車種24台の車両を提供した。
市街地では困難なカースタントは、ブダペストのハンガロリンクの駐車場に造られた長さ300m、高さ12mのグリーンスクリーンで覆われた巨大な屋外セットで行われた。ここでGクラスが高架橋から降りるシーンや、MRAP(装甲トラック)がスロープからジャンプするシーンなどを撮影した。
ブダペストの撮影が終わると車両をモスクワに輸送し走行シーンを撮影した。地元のスタントドライバーを雇ったがスタント走行はやらず、効果音やカメラのブレなどで暴走しているかのような映像に仕立てている。また複数のGo-Proカメラを取り付けた車で市内の至る所を走らせ道路沿いの風景を大量に撮影した。
これらの映像を組み合わせて壮大なカーチェイスが仕上がった。例えばGクラスが立体交差から車の屋根伝いに下の道路に降りていくシーンは、ブダペスト東駅の前の高架橋で方向転換して、ハンガロリンクやスタジオに作られたセットを降り、背景や周囲を走る車はCG合成、といった具合である。MRAPがジャンプしてタクシーを跳ね飛ばすシーンは、CGスタジオがあるアイルランドのダブリンからさほど遠くないイングランド西部のコルウィンベイ駅の下を通るA22号線のアンダーパスを撮影し、この風景を基にMRSPやタクシー、モスクワの建物など多数の要素を合成して仕上がっている。

#### MRAPのレプリカ
6輪装甲トラック（MRAP）は映画のために作られたレプリカで計4台が用意された。本物のクーガー装甲車は幅2.75ｍ、重量24トンもあり市街地でスタント走行するなど不可能だった。
ハンガリーにあるサライ・ダカール・チームが設計および製作を委託され、アップの撮影に耐えられる精巧な車両を1台とスタント走行用を2台、計3台を製作した。ベースとなったのはロシア製のZIL-131軍用トラックで、コルベットC6にも搭載されるGM製LS3エンジンを載せたかったのだが、製作期間7ヶ月の間に用意できそうもないためウラル製ディーゼル8リッターエンジンにボッシュのK jetronicの燃料噴射装置を取り付けて搭載した。4点式シートベルト、オフロードスポーツ仕様のサスペンション、ピレリのダート用タイヤなどが装備されている。幅2.4m、重量は約3.6トンに収まり、スタント走行用は若干小ぶりだという。
もう1台、ジャンプ専用の車両をアメリカで製作した。こちらはチューブラーフレームとFRPボディで軽量化を図り、ダッジ・ラムSRT10の500馬力V8を搭載している。

### ホテル・ウクライナ
ホテル・ウクライナはモスクワ大学をモデルにした架空のホテルである。建物の周りをMi-24ヘリコプターが飛行するシーンはモスクワ大学で大型のラジコンヘリを飛ばす計画だったが、制約があまりにも多いため、現地のカメラマンから送ってもらった大量の写真を基に全てCGで描くことになった。
屋上のヘリポートは、ブダペストのXV地区(市北東部の工業団地)にあるアリーヴァ・バスというバス会社の駐車場に作られた屋外セットで撮影し背景をデジタル合成している。
ヘリコプターがホテルを銃撃するシーンは、ハンガリー空軍の射撃場でMi-24がGSh-30-2(30mm機関砲)を発射する様子を5台のカメラで撮影し、そのときの実写映像とCGを組み合わせている。

### チェルノブイリ銀行
チェルノブイリ銀行のセットは、ブダペストから南へ約30キロのキシュクンラチャーザ空港に建てられた。
この空港は冷戦時代の1940年代に造られたソ連の軍事施設だが現在は民間企業が運営している。敷地の隅には廃墟となった兵舎が並んでおり、そこに大型ヘリが着陸できるコンクリート舗装と銀行のセットを建設した。撮影中にヘリコプターが巻き起こす強風でバック初の炎が煽られ木造のセットに燃え移り火災が発生、日程が遅れたものの怪我人もなく無事に撮影を終えることが出来た。マクレーン親子が飛び込むプールもすぐ隣に造られた。
屋内のシーンは、ブダペストから西へ90キロのハジュマスカー(Hajmáskér)にある19世紀末に建てられた砲兵部隊の兵舎で撮影が行われた。

### 登場するヘリコプター

#### Mil Mi-24
MiL Mi-24の使用はハンガリー政府の協力を得て実現した。空軍やブダペスト市長は撮影に関して寛容な態度を示し、市街地の低空飛行や俳優を乗せてドアを開けたまま飛行するなどのジョン・ムーア監督の要望に快く応じた。事前に映画撮影のため軍用ヘリコプターが市街地を低空飛行すると告知していたのだが、ホテル・ウクライナのヘリポートのセットが作られたXV地区では朝から夕方まで離発着を繰り返したため住民から騒音の苦情が相次ぎ、後に軍が正式に謝罪した。
このMi-24P(30mm機関砲を搭載する攻撃型ヘリコプター)は、ハンガリー空軍が所有する機体であった。冷戦末期の1989年、西側を警戒して東ドイツに多数のMi-24が配備された。冷戦が終わると今度は1991年にユーゴスラビア紛争が勃発し、南方の防衛を強化する必要に迫られ、東ドイツからハンガリーに8機のMi-24Dと6機のMi-24P、計14機が運び込まれた。その後2004年までに全機が耐用年数を迎えるのだが、そのうち2機のMi-24P(335号機と336号機)に大規模改修を施し再び配備された。撮影に使われたのはその335号機である。336号機と共に2012年末日に使用期限を迎え退役したが、2017年頃にロシアでオーバーホールが行われた。現在はダークグレーに塗り替えられている。

#### Mil Mi-26
クライマックスに登場する大型ヘリコプター、MiL Mi-26Tはベラルーシ非常事態省が森林火災の消火活動に運用する現役の機体であった。このヘリコプターを手配するためルーマニア、ベルギー、ウクライナ、ロシア、ベラルーシなどに協力を求めたが、最終的に最も近いベラルーシから借りることになった。それでもブダペストまでの飛行時間は8時間を要した。
ブダペスト近郊のブダエルス空港に到着すると、まずは白地に赤と青のストライプが入っている機体をロシア軍機のカラーに塗装しようとしたが、ハンガリーで揃えた塗料だと軍用機特有の自然な色合いが再現出来なかったため、急きょイギリスから塗料を輸入することになった。
製作スタッフはもう1機、ベラルーシで廃棄処分される予定だったMi-26の胴体を調達した。胴体部分だけでも全長30ｍ、高さ8ｍもあるため分解してトラックで輸送した。この胴体はスタントシーンの撮影に使われた。最後はクレーンで25mの高さから落下させ爆破したが、機首部分とローターは破壊を免れ、キシュクンラチャーザ空港近くの「コモ・スカイ・ベース」(民間企業が運営する展示場)に保管されている。

## 興行収入
9200万ドルの制作費に対し、アメリカ国内での興行収入は6700万ドルとなり、全米記録としてはシリーズ最低となった。しかし海外では成功し、最終的に3億ドルを越える興行収入となり、これはシリーズ第3位の記録である。

## 評価
全体的に評価は低く、Rotten Tomatoesでは199のレビューの中でわずか16%という評価であり、Rotten Tomatoesの数値としてはシリーズ最低の記録である。
日本の映画雑誌『映画秘宝』が発表した2013年度の映画に対するワーストランキング「HIHOはくさいアワード」では3位と評価された。

## 続編
ウィリスは最終作となる第6作目の製作に興味を示しており、こちらも実際に企画されたものの、後にキャンセルされたことが発表された。ウィリスは、失語症と診断されたため2022年に俳優業を引退し、将来マクレーン役として復帰する可能性はなくなった。